# Świnicka Kotlinka
Das eiszeitlich durch Gletscher geformte Hängetal Świnicka Kotlinka ist ein Karkessel, der südwestlich des Tals Dolina Zielona Gąsienicowa, das wiederum ein Seitental des Tals Dolina Suchej Wody Gąsienicowej ist, in der polnischen Hohen Tatra in der Woiwodschaft Kleinpolen liegt. Er liegt unterhalb der Gipfel der Świnica, des Kościelec und der Pośrednia Turnia sowie des Bergpasses Świnicka Przełęcz.

## Geographie
Der Talkessel hat einen Durchmesser von mehreren hundert Metern lang und von über 2300 Meter hohen Bergen umgeben, insbesondere vom Massiv des Świnica. Im Tal befindet sich kein oberirdisches Gewässer. Eine Schneeschicht liegt hier regelmäßig bis August. Beim Schmelzen fließt ihr Wasser in den Zadni Staw Gąsienicowy, der vom Tal zu sehen ist.

## Etymologie
Der Name leitet sich von dem Berg Świnica ab. Er lässt sich als Kessel des Schweineberges oder Schweinebergkessel übersetzen. 

## Flora und Fauna
Das Tal liegt oberhalb der Baumgrenze. Das Tal ist Rückzugsgebiet für Gämsen, Murmeltiere und Steinadler.

## Klima
Im Tal herrscht Hochgebirgsklima.

## Tourismus
- ▬  Im Tal befinden sich ein schwarz markierter Wanderwege vom Tal Roztoka Stawiańska auf den Bergpass Świnicka Przełęcz.